# Тета Киля
Тета Киля (θ Car / θ Carinae) — звезда в созвездии Киля. Самая яркая звезда в звёздном скоплении IC 2602, является северным концом астеризма Бриллиантовый Крест.
Тета Киля также имеет собственное имя, но оно почти не применяется — Ватхорц Постериор, имя на древнеисландском-латинском в буквальном переводе означает «последующая ватерлиния» (вероятно, ватерлиния Корабля Арго).
θ Киля — бело-голубой гигант В-класса с видимым блеском +2.76. Расстояние до звезды составляет 439 световых лет от Земли.